# Федорит
Федорит (англ. fedorite; нім. Fedorit m) — мінерал, силікат кальцію і натрію.
Названий за прізвищем російського кристалографа Є. С. Федорова (А. А. Кухаренко, М. П. Орлова, А. Г. Булах, Э. А. Багдасаров, О. М. Римская-Корсакова, Е. И. Нефедов, Г. А. Ильинский, А. С. Сергеев, Н. Б. Абакумова, 1965).

## Опис
Хімічна формула:
- 1. За Є. Лазаренком: K0,25NaCa[Al0,25Si3,75O9(OH)]•1,5H2O.
- 2. За К.Фреєм: (Na, K)Ca(Si, Al)4(OH)10•1,5H2O.
- 3. За «Fleischer's Glossary» (2004): KNa4Ca4(Si, Al)16O36 (OH)4•6H2O.

Містить у % (з пісковиків Тур'євого мису на Кольському п-ові): K2O — 3,80; CaO — 15,80; Na2O — 8,00; R2O3 — 3,30; SiO2 — 62,99; втрати при прожарюванні — 5,33.
Сингонія моноклінна. Утворює псевдогексагональні, таблитчасті, мусковітоподібні кристали. Спайність слюдоподібна по (001). Густина 2,58. Тв. 5. Безбарвний, у великих кристалах блідий малиново-рожевий. Блиск скляний.

## Поширення
Знайдений серед фенітизованих пісковиків Тур'євого мису (Кольському п-ів) разом з нарсарсукітом, кварцом, апофілітом у тріщинах окремості.